# Malaxis auriculata
Malaxis auriculata är en orkidéart som beskrevs av P.O'byrne och Jaap J. Vermeulen. Malaxis auriculata ingår i släktet knottblomstersläktet, och familjen orkidéer.
Artens utbredningsområde är Sulawesi. Inga underarter finns listade i Catalogue of Life.